# Jaeger-LeCoultre
Jaeger-LeCoultre (ausgesprochen [ ʒe'ʒɛʁ lə'kultʁ]) ist eine Schweizer Uhrenmanufaktur, die zum Richemont-Konzern gehört und Uhren im luxuriösen Preissegment fertigt. Der Firmensitz ist in Le Sentier, Schweiz, wo die Firma 1833 zunächst unter dem Namen LeCoultre entstanden war.

## Geschichte

### 19. Jahrhundert

Antoine LeCoultre (1803–1881); Bild um 1860

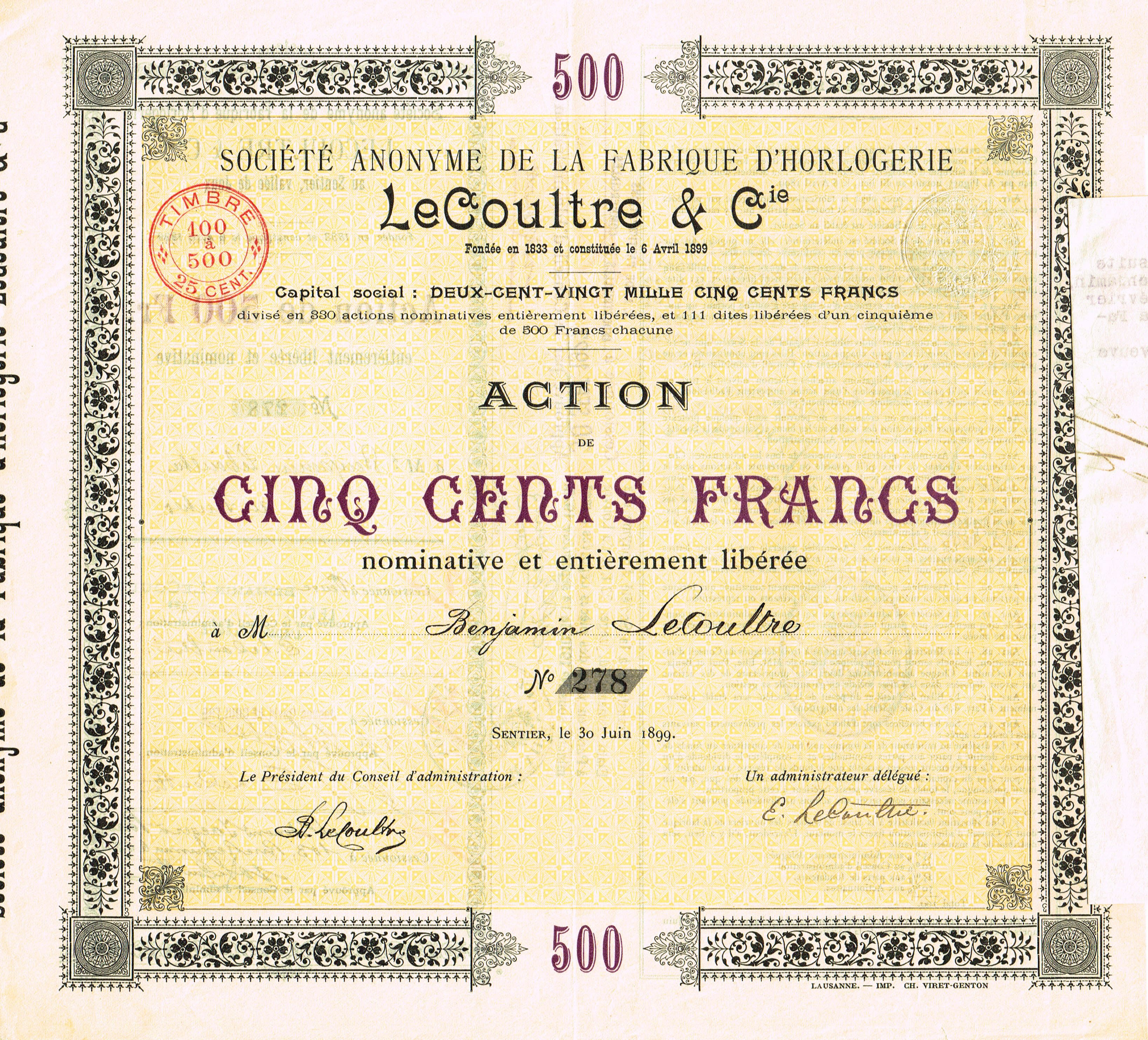
Namensaktie über 500 Franken der SA de la Fabrique d’Horlogerie LeCoultre & Cie vom 30. Juni 1899

Jacques David LeCoultre (1781–1850) und sein Sohn Charles Antoine LeCoultre (1803–1881) stellten in Le Sentier Uhrenteile her und hatten sich um die Verbesserung des dazu notwendigen Stahls verdient gemacht. Das Unternehmen LeCoultre wurde 1833 von Jacques LeCoultres Söhnen Charles Antoine und François Ulysse LeCoultre (1813–1895) im Vallée de Joux, Kanton Waadt, gegründet. Elf Jahre später erfand Antoine LeCoultre, der sich mit der Herstellung hochwertiger Triebe und der Entwicklung der „LeCoultre Stichel“ einen Namen gemacht hatte, ein Gerät zur Messung von Mikrometerabständen, das Millionometer. Auf der ersten Weltausstellung 1851 in London erhielt er eine Goldmedaille für seine Entwicklungen auf den Gebieten der Präzision und Mechanisierung. Im Jahr 1847 erfand Antoine LeCoultre eine schlüssellose Uhr. Sie war mit einer Wippe versehen, die durch einen kleinen Drücker betätigt wurde und mithilfe derer zwischen Aufzugs- und Zeigerstellfunktion hin und her gewechselt werden konnte. Um 1858 einen Bankrott zu verhindern, wurde ein Teilhaber gesucht und die Firma in LeCoultre, Borgeaud & Cie. Fabrique d’horlogerie en blanc umbenannt. 1859 hatte die Firma rund 100 Mitarbeiter. Ab 1866 modernisierte Antoines Sohn Élie LeCoultre das Unternehmen durch die Einführung von Qualitätsstandards. Durch den Zukauf von Maschinen und die Vereinigung aller relevanten Handwerke unter einem Dach schuf er die erste Uhrenmanufaktur. Dadurch konnten von 1860 bis 1890 über 350 verschiedene Uhrwerke hergestellt werden, von denen 128 mit Chronographenfunktionen und 99 mit Repetitionsmechanismen versehen waren. 1877 übergaben Antoine LeCoultre und Auguste Borgeaud den Betrieb an LeCoultres Nachkommen. Unter der Leitung der drei Söhne wurde die Firma in LeCoultre & Cie umbenannt.
Im Jahr 1888 beschäftigte die Firma 480 Mitarbeiter, die Hälfte davon in den firmeneigenen Räumen in Le Sentier. 1866 begann das Unternehmen LeCoultre & Cie, Uhrwerke mit kleinen Komplikationen in kleinen Serien zu fertigen. 1891 dann wurden zwei Komplikationen, die Chronographenfunktion und die Minutenrepetition, in einem Uhrwerk kombiniert. Diese Entwicklung mündete Mitte der 1890er Jahre in die Fertigung grosser Komplikationen.

### 20. Jahrhundert
Jacques-David LeCoultre (1875–1948), der Enkel von Antoine LeCoultre, wurde 1900 Leiter der Uhrenherstellung und 1906 Generaldirektor. Ab 1902 fertigte LeCoultre & Cie über 30 Jahre hinweg die meisten Rohwerke (frz. ébauches) der in Genf ansässigen Uhrenmarke Patek Philippe (1929 hatte er sich vergeblich um die Aktienmehrheit an Patek Philippe bemüht). Ab 1907 lieferte LeCoultre & Cie Rohwerke an den aus dem Elsass stammenden Pariser Uhrmacher und Industriellen Edmond Jaeger (1850–1922) nach dessen Entwürfen für die weltweit flachsten Taschenuhren (mit Kaliber K145 mit 1,38 mm Bauhöhe). Im Jahr 1925 wurde das Kaliber K7BF Duoplan mit dem Ziel entwickelt, die Präzision von Uhrwerken für Armbanduhren zu verbessern. Zu jener Zeit waren kleine Armbanduhren in Mode. Kleinen Uhrwerken jedoch mangelte es oftmals an Zuverlässigkeit. Das von Henri Rodanet, dem technischen Leiter der Etablissements Ed. Jaeger, entwickelte Uhrwerk der Duoplan war auf zwei Ebenen angeordnet – daher der Name des Modells – und die Aufzugskrone auf der Rückseite ins Gehäuse eingelassen. Auf diese Weise konnte trotz der geringen Grösse eine grosse Unruh zur Verbesserung des Uhrgangs eingesetzt werden. Die Duoplan war 1929 die erste Armbanduhr mit Saphirglas. 1928 wurde die skelettierte Taschenuhr Grande Complication Email Bleu (Kaliber 17JSSCCRVQ) mit Minutenrepetition, Doppelzeiger-Chronograph und ewigem Kalender hergestellt.
Die Entwicklung der Duoplan führte 1929 zur Entwicklung des bis heute kleinsten Mechanikwerks der Welt, des Kalibers 101, dessen ursprünglich 74 (heute 98) Bauteile gemeinsam etwa ein Gramm wogen. Die zweite mit dem Kaliber 101 ausgestattete Uhrenlinie, die Joaillerie 101 Étrier, erschien in den 1930er Jahren. 1953 trug Königin Elisabeth II. bei ihrer Krönung eine Jaeger-LeCoultre 101 am Handgelenk. Seit 1931 wird das Modell Reverso mit Wendegehäuse angeboten, das ursprünglich für Polospieler entwickelt wurde und bei der das Uhrglas aus Mineralglas auf die Rückseite gewendet werden kann.
Nach dem Zusammengehen von Jacques-David LeCoultre mit Edmond Jaeger, dem Uhrmacher der französischen Marine und Lieferanten von Cartier, im Jahr 1930 entstand die Firmenbezeichnung Jaeger-LeCoultre.
Die „atmosphärisch“ angetriebene Tischuhr Atmos wurde 1928 von Jean-Léon Reutter in Neuenburg entwickelt, der die Patente 1930 an Edmond Jaeger verkaufte. Die erste, 1928 patentierte Version, die heute als Atmos 1 bekannt ist, wurde 1930 durch die Compagnie Générale de Radiologie (CGR) vermarktet. 1936 erwarb LeCoultre zunächst die Patente für Frankreich, 1937 auch für die Schweiz. Während der darauffolgenden zehn Jahre widmete sich das Unternehmen der Verbesserung des Mechanismus, bevor 1946 mit ihrer Fertigung in der heutigen Form begonnen wurde. 2003 brachte JLC die durch das Kaliber Jaeger-LeCoultre 583 angetriebene und aus 1460 Bauteilen bestehende Atmos Mystérieuse auf den Markt. Seit 2008 gedenkt Jaeger-LeCoultre des österreichischen Künstlers Gustav Klimt, indem ihm die Atmos Marqueterie in einer Auflage von zehn Stück gewidmet wurde, die sich an Klimts Werk Die Erwartung anlehnt.
Die Zusammenarbeit von LeCoultre & Cie mit Jaeger mündete 1937 unter Jacques-David LeCoultre in eine Fusion beider Unternehmen unter dem Namen Jaeger-LeCoultre. Die Zusammenarbeit mit Vacheron Constantin führte 1938 unter dem Marketingdirektor Georges Ketterer und dem Verwaltungsdirektor Paul Lebet zu einer Vereinigung beider Unternehmen in der Holding SAPIC. Einer der Direktoren von Vacheron Constantin, Henri Wallner, wurde geschäftsführender Direktor von SAPIC. Ein anderer geschäftsführender Direktor von Vacheron Constantin, Charles Constantin, verblieb in seiner Funktion. Da fortan die Werkstätten in Sentier die Rohwerken liefern sollten, verliess der Rohwerkeentwickler von Vacheron Constantin, Albert Pellaton, das Unternehmen und wechselte 1944 als technischer Direktor zu IWC.
1944 wurde das zur damaligen Zeit flachste Armbanduhrwerk der Welt (Kaliber JLC903 bzw. AP2003) für Audemars Piguet entwickelt, welches später auch von Vacheron Constantin (VC1003) verwendet wurde. Der Verwaltungsdirektor Paul Lebet starb 1945, seine Funktion wurde Georges Ketterer übertragen. Der Vorstandsvorsitzende Jacques-David LeCoultre starb 1948, sein Nachfolger wurde ebenfalls Georges Ketterer. Charles Constantin trat 1949 zu Gunsten seines Neffen Léon Constantin zurück. Mit dem Tod Henri Wallners 1951 waren somit alle früheren Direktoren von Vacheron Constantin aus der Geschäftsleitung ausgeschieden.
Ab 1950 wurde der Armbandwecker Memovox sowie ab 1951 die Automatikuhr Futurematic hergestellt, ab 1956 folgte der erste Armbandwecker mit automatischem Aufzug, die Memovox Automatic. Anlässlich des Internationalen Geophysikalischen Jahres 1958 entwickelte Jaeger-LeCoultre eine Uhr, die unempfindlicher gegenüber Magnetfeldern und Stössen und wasserdicht war: die Chronometeruhr Geophysic, die Jules-César Savary als Uhr für Forschungsstationen in der Antarktis vorschlug.
Sie wurde durch das Kaliber K478BWS angetrieben, das sich durch siebzehn Lagersteine, eine Breguet-Spirale, eine Schwanenhalsfeder auf dem Unruhkloben, eine Stosssicherung und eine Glucydur-Unruh auszeichnete. Im Jahr der Lancierung wurde die Geophysic an William Anderson überreicht, den Kapitän des ersten amerikanischen Atom-U-Boots, das unter dem Nordpol her vom Pazifik in den Atlantik gelangte. 1959 folgte der erste automatische Armbandwecker für Taucher, die Deep Sea Automatic Alarm.
Im Jahr 1965 verliess Georges Ketterer SAPIC und Jaeger-LeCoultre als Geschäftsführer und Mehrheitsaktionär, um fortan Vacheron Constantin zu leiten, die zur selben Zeit als Tochterfirma aus der SAPIC ausgegliedert worden war. Die verbliebenen Anteile Roger LeCoultres an SAPIC wurden in eine Holding namens SAPHIR überführt. 1967 war JLC mit elf anderen Herstellern an der Entwicklung der Beta 2 beteiligt, der ersten Quarz-Armbanduhr. 1969 wurde SAPHIR an den zur damaligen Zeit ältesten kontinuierlich produzierenden Uhrenhersteller der Welt, Favre-Leuba, verkauft. Die Leitung der SAPHIR wurde danach durch Henry und Barbara Favre übernommen.
Für den US-Markt wurde aufgrund von Zollbeschränkungen durch den Smoot-Hawley Tariff Act von 1930 der Markenname LeCoultre von den 1930er- bis Ende der 1970er-Jahre beibehalten. Aus demselben Grund wurden die Uhrengehäuse, Zifferblätter und Uhrzeiger dieser Uhren in den USA hergestellt. Den Vertrieb der Uhren für den US-Markt hatte in dieser Zeit die amerikanische Firma Vacheron-Constantin-LeCoultre inne, eine Tochterfirma von Longines-Wittnauer. Der Markenname Jaeger wurde dagegen für in Frankreich produzierte Uhren verwendet.
Angeschlagen durch die Quarzkrise wurde 1978 ein Mehrheitsanteil der Firma an VDO Automotive verkauft. 1982 wurde mit dem K601 und später im selben Jahr mit dem K608 das weltweit flachste Quarzuhrwerk angeboten. 1986 verkaufte VDO 40 % der Anteile an Audemars Piguet weiter, erwarb jedoch später die übrigen Anteile an Jaeger-LeCoultre, die sich im Besitz der Familie Ketterer (25 %) und einer Bank (20 %) befanden. Nach Abklingen der Quarzkrise wurde 1989 mit der Grand Réveil der erste Armbandwecker mit ewigem Kalender und automatischem Aufzug hergestellt und seit 2004 die Master Grand Réveil (wie vorige, mit zusätzlichem Vibrationsalarm).

### 21. Jahrhundert
Im Jahre 2000 verkaufte Mannesmann, die VDO 1991 übernommen hatte, ihre Beteiligung an Jaeger-LeCoultre als Teil der Firma Les Manufactures Horlogères, die 60 % der Anteile an Jaeger-LeCoultre sowie jeweils 100 % der Anteile an IWC und A. Lange & Söhne hielt, an den Schweizer Schmuck- und Luxusuhrenkonzern Richemont. Im selben Jahr kaufte Richemont die verbliebenen 40 % an JLC von Audemars Piguet. Mit über 900 Mitarbeitern erzielte Jaeger-LeCoultre 2006 einen Umsatz von über 240 Millionen Schweizer Franken. 2006 brachte JLC die Reverso grande complication à triptyque auf den Markt, die erste Uhr mit drei Zifferblättern, deren Anzeigen durch ein einziges Uhrwerk gesteuert werden. Im Jahr 2009 gewannen die Uhren Master Tourbillon und Reverso Gyrotourbillon 2 die ersten beiden Preise des internationalen Chronometrie-Wettbewerbs der Gemeinde Le Locle und des Uhrenmuseums Le Locle.
Die erste Armbanduhr von Jaeger-LeCoultre mit grosser Komplikation ist seit 2004 die Gyrotourbillon I, mit einem kardanisch gelagerten Tourbillon. Darauf folgte 2009 die aus 1300 Einzelteilen bestehende Hybris Mechanica à Grande Sonnerie mit 26 Komplikationen, eine der kompliziertesten Armbanduhren der Welt. Ab 2010 wurde die Master Grande Tradition Grande Complication mit einem orbitalen Tourbillon und Minutenrepetition angeboten.
Seit 1833 wurden unter ihrem Dach mehr als 1.300 verschiedene Kaliber hergestellt. Jaeger-LeCoultre ist eine der wenigen Manufakturen, die alle Uhren in den eigenen Werkstätten kreiert, entwickelt, verziert und produziert. Die Manufaktur hat mehr als 430 Erfindungen patentiert, von denen die meisten zu Meilensteinen in der Uhrenindustrie wurden.
Im November 2023 wurde in der Maximilianstraße in München die erste Jaeger-LeCoultre Boutique in Deutschland eröffnet.
Im Herbst 2024 wurden drei einzigartige Duftkreationen, die der französische Parfümeur Nicolas Bonneville im Rahmen des Made of Makers-Programms von Jaeger-LeCoultre schuf, vorgestellt.

## Bilder

Jaeger LeCoultre Reverso aus den 1980er Jahren
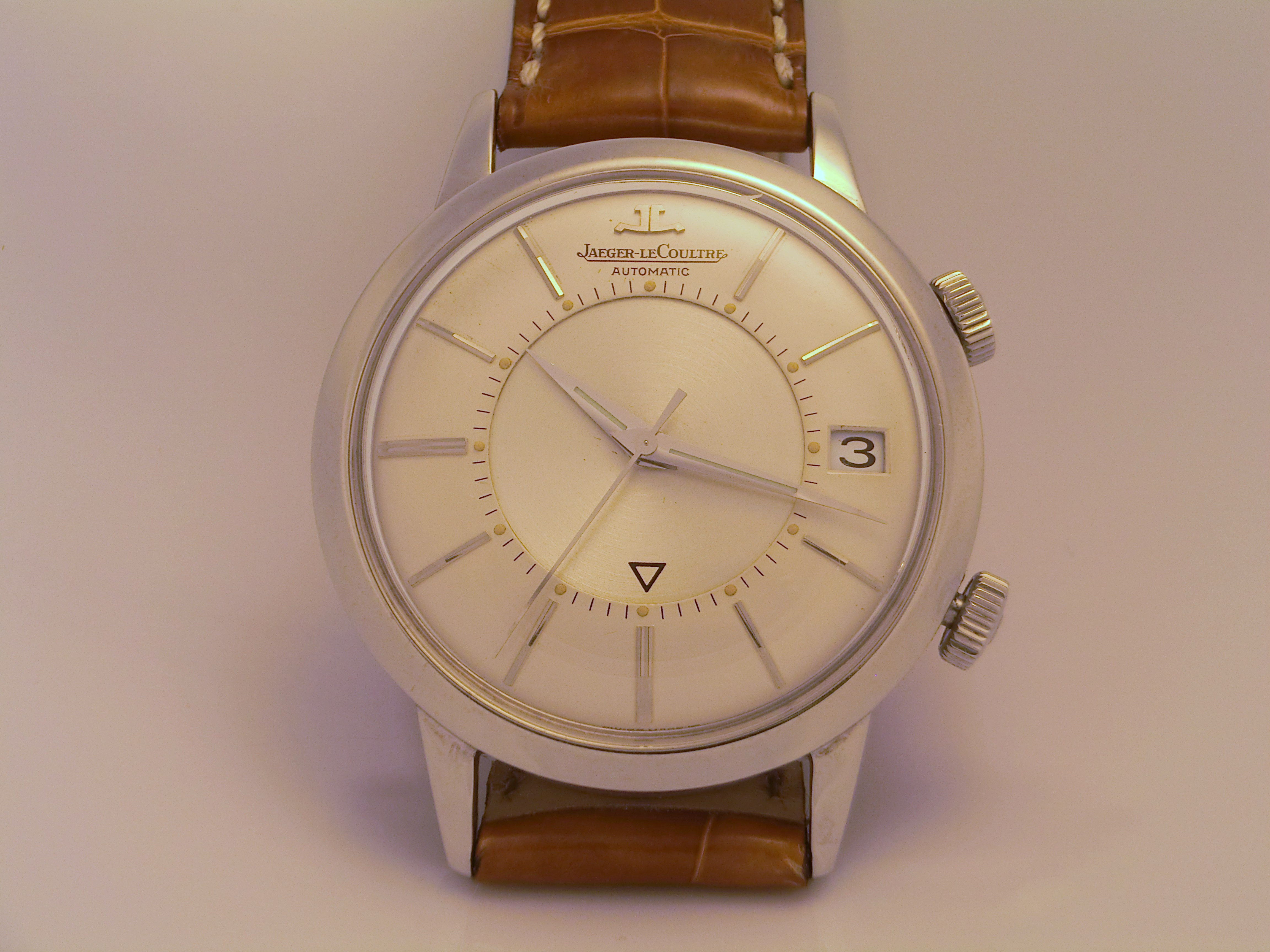
Memovox Automatic von 1963
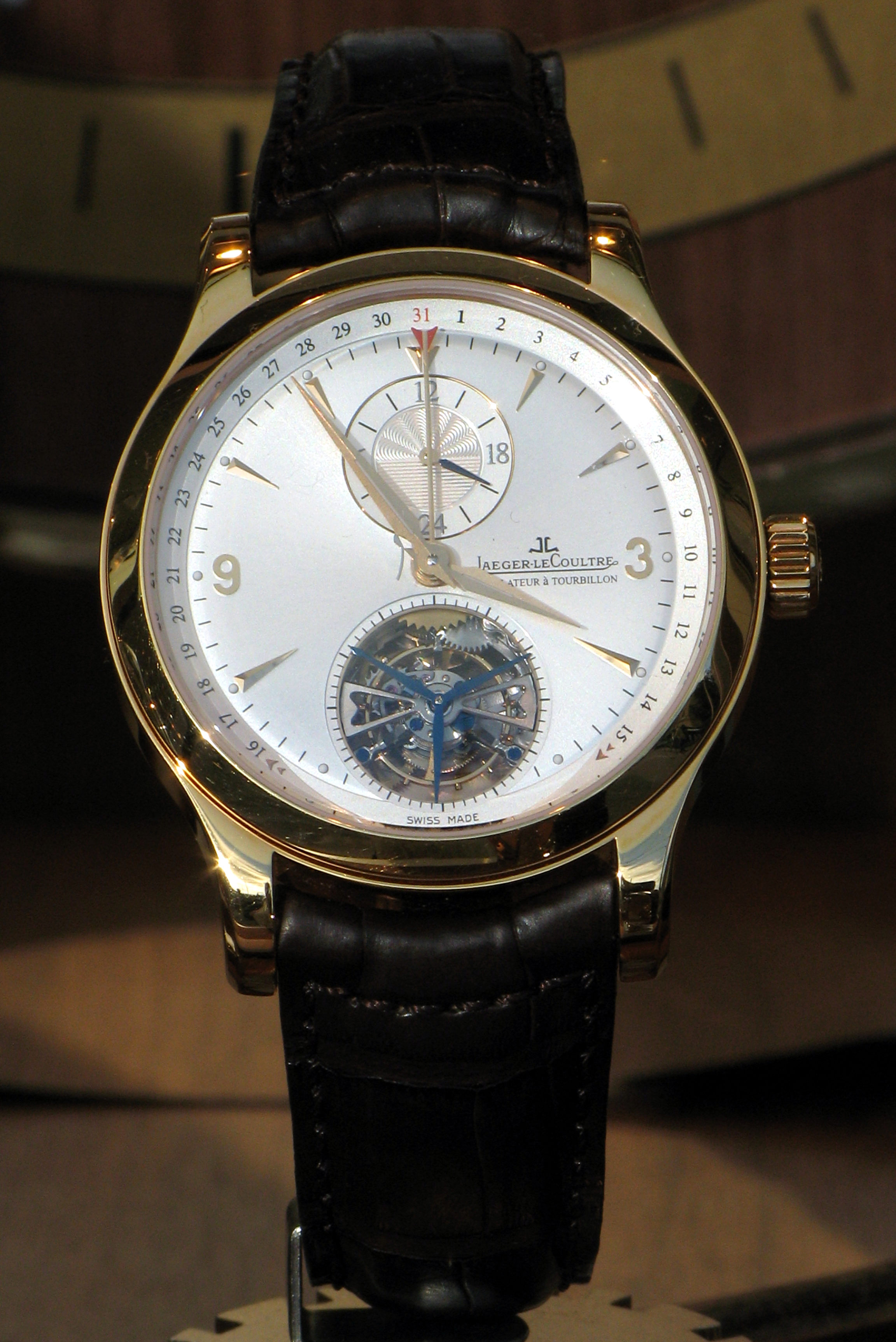
Tourbillon-Armbanduhr von Jaeger-LeCoultre
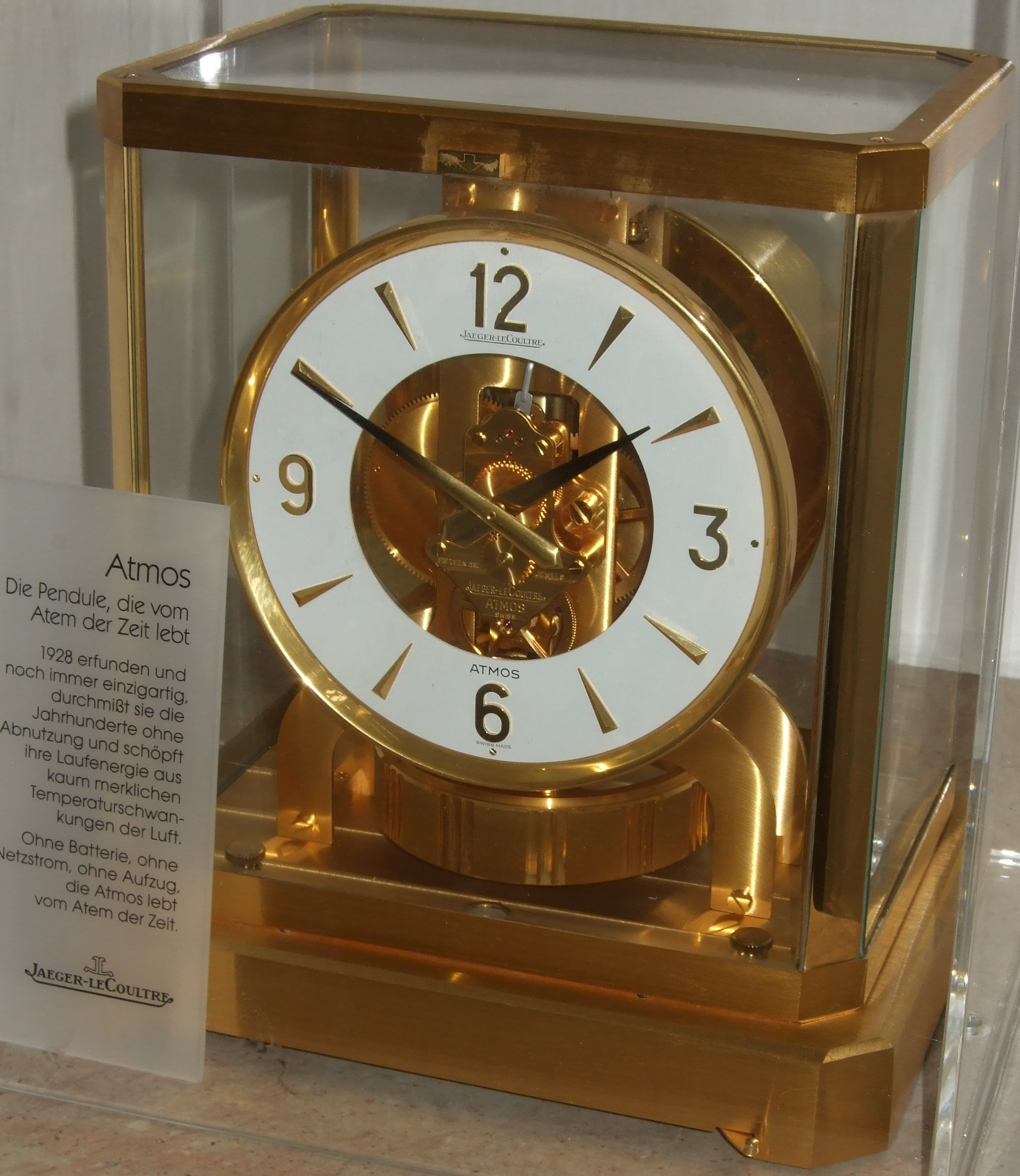
Atmos-Tischuhr der 1950er Jahre